# كورة
موقع كورة هو موقع عربي وإنجليزي مختص برياضة كرة القدم تم انشاءه عام 1995. يدار الموقع الآن من قبل شركة Knockbook الحاصلة على المرتبة الأولى محليا في التقرير الذي أعدته شركة Ipsos العالمية عن المواقع في الكويت خلال عام 2011.

## أصل التسمية
كلمة كورة هي تحوير لكلمة كرة. وتستخدم اللفظة المحورة في ليبيا والسعودية ومصر.

## بطولة كورة
يرعى موقع كورة بطولة كرة قدم في الكويت وتسمى بطولة كورة. ويقوم الموقع أيضا باختيار اللاعبين الأفضل على مستوى الوطن العربي خلال العام وفي العام 2013 تم اختيار نواف الخالدي وعصام جمعة وجراح العتيقي ومحمد إبراهيم كأفضل حارس مرمى وأفضل لاعب وصاحب الروح الرياضية وأفضل مدرب.